# Nervo laringeo ricorrente
Il nervo laringeo ricorrente (o "laringeo inferiore") è un ramo del nervo vago (X nervo cranico), che innerva tutti i muscoli intrinseci della laringe, fatta eccezione per i muscoli cricotiroidei (innervati invece dal nervo laringeo superiore). 
Nell'organismo esistono due nervi laringei ricorrenti, il destro e il sinistro. 
Questi due nervi non sono simmetrici: il nervo sinistro infatti viene a circondare l'arco dell'aorta mentre il nervo destro viene a circondare l'arteria succlavia destra, quindi si sposta verso l'alto. Entrambi i nervi viaggiano a fianco della trachea. Un'altra caratteristica di questi nervi (molto rara nel corpo umano) è la tendenza a seguire un decorso ricorrente, muovendosi cioè nella direzione opposta al nervo da cui si dipartono; il nome del nervo deriva appunto da questa caratteristica.
I nervi laringei ricorrenti innervano e permettono la sensibilità della laringe, al di sotto delle corde vocali, danno fibre nervose (rami cardiaci) al plesso cardiaco profondo e si ramificano alla trachea, all'esofago e al muscolo costrittore inferiore. I muscoli cricoaritenoidei posteriori, i soli muscoli che possono muovere le corde vocali, sono innervati da questo nervo.
I nervi laringei ricorrenti sono i nervi del sesto arco faringeo. 
L'esistenza del nervo laringeo ricorrente fu documentata per la prima volta dal medico Galeno.

## Struttura
Il nervo laringeo ricorrente si dirama dal nervo vago, e al decorso di quest'ultimo deve il suo nome; il termine "ricorrente" sta infatti ad indicare che il nervo decorre in direzione opposta rispetto al nervo vago, da cui si dirama. Il nervo vago discende infatti nel torace mentre i nervi laringei ricorrenti risalgono fino alla laringe.
Il nervo vago, da cui si dipartono i nervi laringei ricorrenti, esce dal cranio in corrispondenza del forame giugulare e viaggia all'interno della guaina carotidea, accanto alle arterie carotidi, attraverso il collo. I nervi laringei ricorrenti si dipartono dal vago, il sinistro dall'arco dell'aorta e il destro dall'arteria succlavia destra. Il nervo laringeo ricorrente sinistro passa davanti all'arco aortico e quindi lo circonda. Dopo la diramazione, il nervo tipicamente risale in un solco alla giunzione tra trachea e esofago. Successivamente decorre posteriormente ai lobi esterni della ghiandola tiroidea e entra nella laringe, al di sotto della zona più bassa del muscolo costrittore della faringe, passando nella laringe appena posteriormente all'articolazione cricotiroidea. Il ramo terminale è chiamato nervo laringeo inferiore.
A differenza degli altri nervi che forniscono la laringe, i nervi laringei ricorrenti di destra e di sinistra mancano di simmetria bilaterale. Il nervo laringeo ricorrente di sinistra è più lungo del destro, perché attraversa sotto l'arco dell'aorta il legamento arterioso.

### Nucleo
Le fibre motorie somatiche che innervano i muscoli laringei e faringei si trovano nel nucleo ambiguo e emergono dal tronco encefalico nella radice cranica del nervo accessorio. Le fibre si incrociano e si uniscono al nervo vago nel forame giugulare. I corpi cellulari sensitivi si trovano nel ganglio giugulare inferiore, e le fibre terminano nel nucleo solitario. Le fibre parasimpatiche ai segmenti della trachea e dell'esofago nel collo hanno origine nel nucleo dorsale del nervo vago.

### Sviluppo embrionale
Durante lo sviluppo dell'organismo umano e di tutti i vertebrati, una serie di coppie di archi faringei si formano nell'embrione in via di sviluppo. Questi proiettano in avanti dalla parte posteriore dell'embrione verso la parte anteriore del viso e del collo. Ogni arco sviluppa la propria arteria, il nervo che controlla uno specifico gruppo muscolare e il tessuto scheletrico. Gli archi sono numerati da 1 a 6, considerando che 1 è l'arco più vicino alla testa dell'embrione e il quinto arco esiste solo transitoriamente.
Gli archi 4 e 6 producono le cartilagini laringee. Il nervo del sesto arco diventa il nervo laringeo ricorrente. Il nervo del quarto arco dà origine al nervo laringeo superiore. Le arterie del quarto arco, che si sviluppano tra i nervi della quarta e della sesta arcata, diventano l'arco sinistro dell'aorta e l'arteria succlavia destra. Le arterie del sesto arco persistono come dotto arterioso a sinistra e vengono a obliterarsi a destra.
Dopo la nascita, il dotto arterioso regredisce per formare il legamento arterioso. Durante la crescita, queste arterie scendono nelle loro posizioni finali nel torace, creando le vie ricorrenti.

### Varianti anatomiche
In circa 1 su 100-200 persone, il nervo laringeo inferiore destro non è ricorrente, si dirama infatti dal nervo vago all'incirca a livello della cartilagine cricoide. Tipicamente, tale variante anatomica è accompagnata anche da altre varianti, e in particolare nella disposizione delle principali arterie nel torace; più spesso, l'arteria succlavia destra si origina dal lato sinistro dell'aorta e attraversa l'esofago.
Un nervo laringeo inferiore non ricorrente, ma a sinistra è ancora più raro, poiché richiede che l'arco aortico sia sul lato destro, e si associ a una variante arteriosa che impedisce al nervo di essere stirato nel torace dalla arteria succlavia sinistra.
In circa 4 persone su 5, c'è un ramo di collegamento tra il nervo laringeo inferiore (un ramo del nervo laringeo ricorrente) e il nervo laringeo interno (un ramo del nervo laringeo superiore). Questa variante è comunemente chiamata anastomosi di Galeno o ansa galeni ed è una delle numerose anastomosi documentate tra i due nervi.
Mentre il nervo laringeo ricorrente circonda l'arteria succlavia o l'aorta, emette diversi rami nervosi. Esistono diverse variabili nella configurazione di questi rami diretti al plesso cardiaco, alla trachea, all'esofago e al muscolo costrittore faringeo inferiore.

## Funzione
Il nervo laringeo ricorrente controlla tutti i muscoli intrinseci della laringe, ad eccezione del muscolo cricotiroideo. Innerva quindi il muscolo cricoaritenoideo posteriore, il muscolo cricoaritenoideo laterale, il muscolo aritenoideo trasverso, il muscolo aritenoideo obliquo, il muscolo tiroaritenoideo (comprendente il  muscolo vocale). Questi muscoli agiscono per aprire, chiudere e regolare la tensione delle corde vocali e includono il muscolo cricoaritenoideo posteriore, l'unico muscolo con funzione di apertura delle corde vocali. Il nervo laringeo ricorrente innerva i muscoli che si trovano sullo stesso lato del corpo, ad eccezione del muscolo interaritenoideo che riceve fibre nervose da entrambi i lati.
Il nervo laringeo ricorrente trasporta anche informazioni sensoriali provenienti dalle membrane mucose della laringe, al di sotto della superficie inferiore della corda vocale, e fibre sensoriali, secretorie e motorie ai segmenti cervicali dell'esofago e della trachea.

## Significato clinico

### Trauma

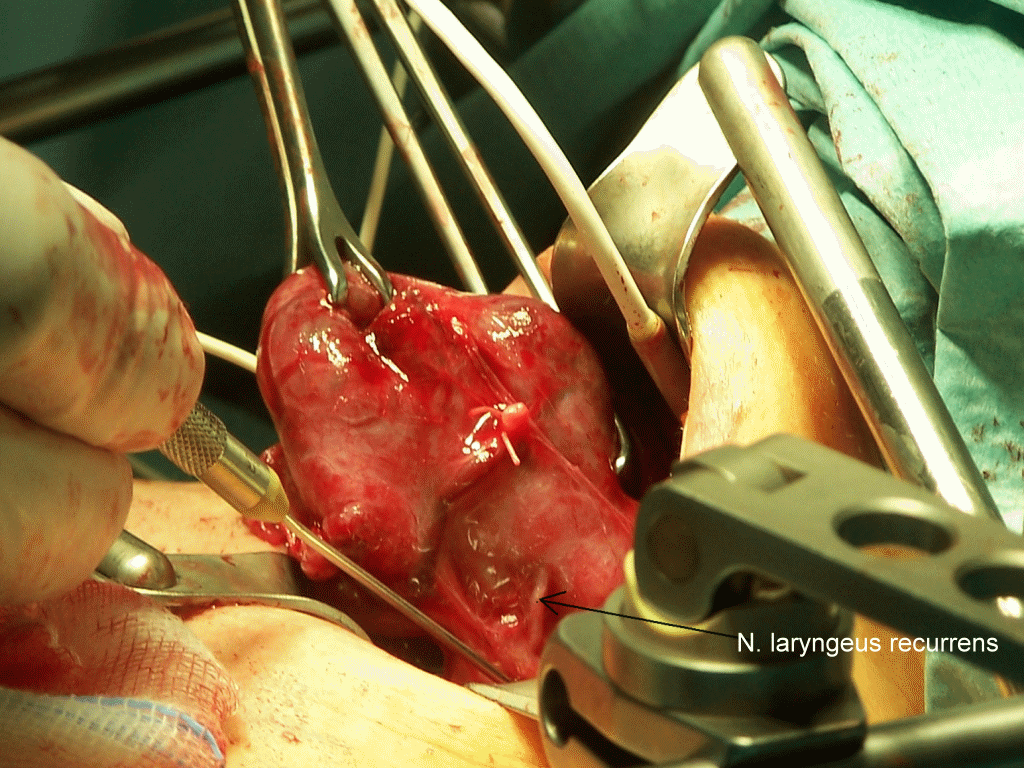
Il nervo laringeo ricorrente visibile durante la resezione di un gozzo

Il nervo laringeo ricorrente può essere lesionato a seguito di un trauma, durante un intervento chirurgico, a causa della diffusione locale di un tumore o con altre modalità. Una lesione al nervo laringeo ricorrente può causare un indebolimento della voce (raucedine), disfonia, oppure completa perdita della voce (afonia); talvolta si registrano problemi alle vie respiratorie. La lesione al nervo può paralizzare il muscolo cricoaritenoideo posteriore dallo stesso lato. Questo muscolo è l'unico responsabile dell'apertura delle corde vocali e la paralisi può causare difficoltà a respirare (dispnea), più spesso durante l'attività fisica.
Lesioni a entrambi i nervi laringei ricorrenti, destro e sinistro, possono provocare danni più gravi, ad esempio l'incapacità di parlare. Ulteriori problemi possono emergere durante la guarigione, poiché le fibre nervose che ri-anastomizzano possono provocare l'alterazione dei movimenti delle corde vocali.

### Chirurgia
Il nervo riceve molta attenzione da parte dei chirurghi, poiché durante le operazioni chirurgiche al collo, in particolare alla tiroide e alle paratiroidi, il nervo è ad alto rischio di lesioni. Il danno al nervo può essere valutato mediante laringoscopia: durante questa procedura un otorinolaringoiatra avvalendosi di una fonte luminosa (ad esempio una luce stroboscopica) conferma l'assenza di movimento delle corde vocali nel lato interessato.
Il nervo laringeo ricorrente di destra è più suscettibile ad un danno durante la chirurgia tiroidea, perché si trova molto vicino alla biforcazione dell'arteria tiroidea inferiore destra, e decorre in modo variabile davanti, dietro o tra i suoi rami. Il nervo viene ad essere danneggiato in modo permanente nello 0,3-3% degli interventi chirurgici sulla tiroide; un danno transitorio si registra nel 3-8% degli interventi chirurgici. Questa complicanza è una delle principali cause di problemi medico-legali per i chirurghi.

### Tumori
Il nervo laringeo ricorrente può essere compresso da masse tumorali. Gli studi hanno dimostrato che il 2-18% dei pazienti con cancro del polmone sviluppa raucedine a causa della compressione del nervo laringeo, generalmente a sinistra.
La comparsa di raucedine è associata ad una prognosi peggiore e, qualora risulti essere il sintomo di presentazione, indica spesso tumori inoperabili. Il nervo può essere interrotto intenzionalmente durante un intervento chirurgico per cancro al polmone, al fine di rimuovere completamente la massa tumorale.

### Altre malattie
Nella sindrome di Ortner (anche chiamata sindrome cardiovocale), una rara causa di paralisi del nervo laringeo ricorrente di sinistra, l'espansione delle strutture all'interno del cuore o dei vasi sanguigni maggiori viene a ledere il nervo, causando sintomatologia da plegia nervosa unilaterale.

## Storia
Il medico greco Galeno dimostrò nel II secolo d.C. il decorso del nervo e la sindrome clinica associata alla paralisi del nervo laringeo ricorrente, osservando che i maiali a cui veniva reciso il nervo non erano più in grado di strillare.
Galeno fu il primo a dare il nome a questo nervo, chiamandolo nervo ricorrente, e descrisse lo stesso effetto segnalato nei maiali in due bambini sottoposti a chirurgia per gozzo. Nel 1838, l'anatomista Richard Owen riferì sulla dissezione di tre giraffe, compresa una descrizione dell'intero corso del nervo laringeo ricorrente sinistro. Infine si deve agli anatomisti Andreas Vesalius e Thomas Willis la descrizione 'anatomica standard' del nervo, ed al dottor Frank Lahey la documentazione di una modalità per la sua identificazione interoperatoria durante gli interventi chirurgici sulla tiroide.